# La danza del polvo
La danza del polvo (en janponés: 梁塵秘抄, Ryōjin hishō) es una antología de cantos religiosos y amorosos populares recopilada por el emperador Go-Shirakawa (1127-1192). Del conjunto de la obra solo perduran 566 cantos, con fragmentos del libro primero y el libro segundo completo. La compilación completa constaba de veinte libros.
Go-Shirakawa, en su juventud, buscó fervorosamente la compañía de las asobi (músicas itinerantes al estilo de las gitanas), invitándolas al Palacio Imperial, y convirtiéndose en un recopilador de sus cantos. Acumuló una colección de miles de ellos, los cuales ordenó en veinte volúmenes, con notas extensas sobre su estilo de interpretación y, probablemente notas musicales. 
El Ryojin-hisho destaca por su variedad de temas y tonos. Encontramos un variado mundo de sacerdotes y prostitutas, labradores y cazadores, jugadores y chismosos, trabajadores y parias, viejos y niños, cuyas voces son a veces intercambiables. 